# 杭州高等教育

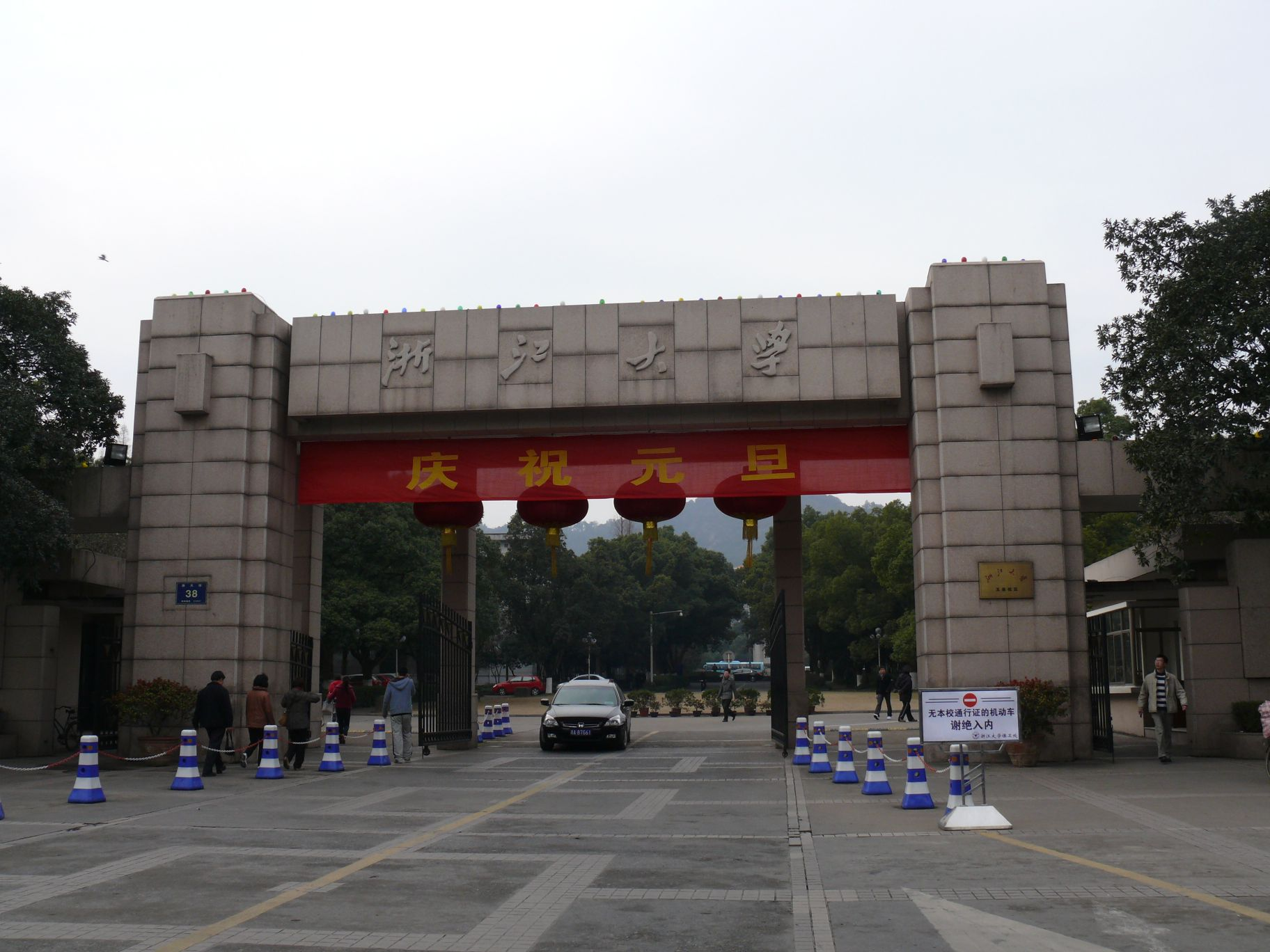
浙江大学玉泉校区正门

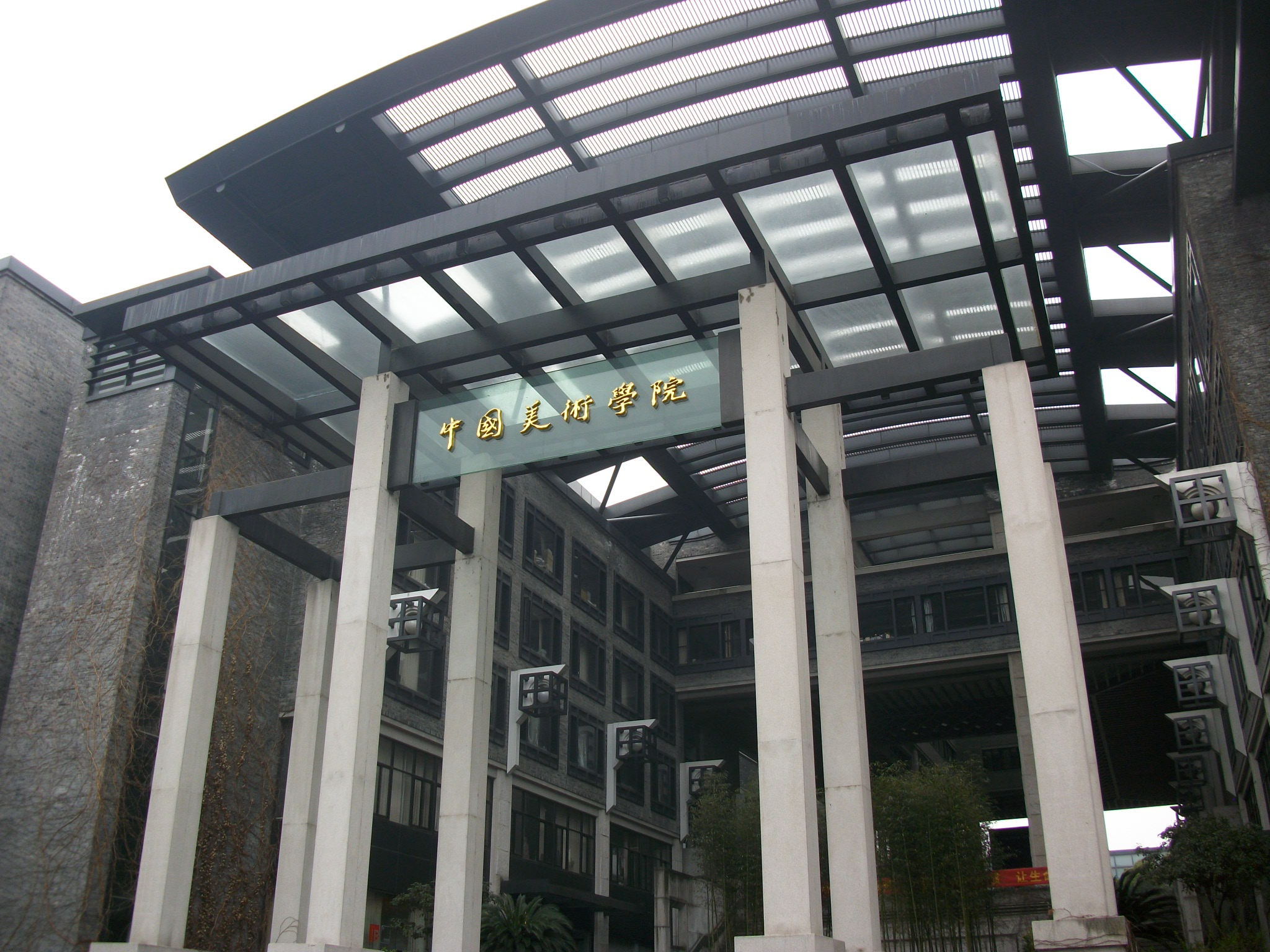
中国美术学院南山校区正门

杭州高等教育介绍杭州市的高等教育。

## 概况
2019年，位于杭州的全日制普通高校有40所、含研究生在内的在校学生51.87万人，其中市属高校7所、含研究生在校生7.54万人。浙江大学、浙江工业大学、杭州电子科技大学、浙江理工大学和浙江工商大学是学生人数最多的五所大学。全市高等教育毛入学率67.3%。

## 高校
部属高校：浙江大学（教育部直属，浙江省唯一的985工程高校）、中国美术学院（原教育部直属，现文化部与浙江省共建）。
省属高校：浙江工业大学、浙江理工大学、杭州电子科技大学、浙江工商大学、中国计量大学、浙江中医药大学、浙江农林大学、浙江财经大学、浙江科技学院、浙江广播电视大学、浙江外国语学院、浙江传媒学院、中国工商银行杭州金融研修学院、浙江树人大学，以及2016年新成立的浙江音乐学院。
市属高校：杭州师范大学、浙江大学城市学院、杭州职业技术学院、杭州广播电视大学。

## 西湖大学
前身浙江西湖高等研究院成立于2016年12月，是中国首所民办高等研究院，为西湖大学的前身及筹建依托主体。它以开展科学研究和博士生培养为主。